# Pralni stroj
Pralni stroj je električna naprava za pranje perila. 
Prve pralne stroje so izdelali v tridesetih letih 20. stoletja v ZDA. V Sloveniji so prišli v rabo v šestdesetih letih 20. stoletja, ko jih je zlasti višja in srednja plast prebivalstva kupovala najprej v Italiji, nato uvožene tudi doma, zlasti italijanskih blagovnih znamk. Konec šestdesetih let so na jugoslovanskem tržišču pralni stroj ponudili prvi domači proizvajalci. Sprva so jih sestavljali po licencah, nato so razvili lastno produkcijo. V sedemdesetih in zlasti osemdesetih so se v slovenskem gospodinjstvu že povsem uveljavili. Avtomatske pralne stroje so ob koncu petdesetih let napovedali mehanski kuhalniki in ožemalniki, po podeželju so takrat organizirali tečaje pranja z mehanskimi stroji, na katerih so prodajalci in okrajni zavodi za napredek gospodinjstva predstavili njihovo uporabo. Za območja brez vodovoda so razvili pralni stroj z vodnim rezervoarjem. V devetdesetih letih dvajsetega stoletja se je podjetje Gorenje uvrstilo med 10 najpomembnejših izdelovalcev pralnih strojev v Evropi.
Pralni stroji so spremenili način življenja, odpravili so pralni dan in poklic peric.

## Zgodovina
Stoletja nazaj so ljudje na potovanjih po morju prali svoja oblačila tako, da so jih dali v močno vrečo in jih za nekaj ur vrgli v morje. Načeloma je bil ta sistem dober, saj je voda silila skozi oblačila in je odstranila umazanijo. Catharine Beecher je bila ena izmed zgodnjih zagovornic, ki je prinašala red in dostojanstvo v gospodinjstva. Ženske iz vseh razredov so poskušale najti načine, da si olajšajo delo pri pranju perila. Nekateri so najeli perice, drugi pa so uporabljali komercialne pralnice. Sčasoma so mehanski pripomočki omilili breme.
V začetnih dneh brez tekoče vode, plina in električne energije je tudi najbolj poenostavljeno ročno pranje perila vzelo ljudem veliko časa. Za eno pranje, eno kuhanje in eno izpiranje se je porabilo približno 50 litre vode oziroma 400 funtov. Vso to vodo je bilo potrebno prenašati v vedrih, vsa oblačila je bilo potrebno drgniti, ožemati, prati težka moška delovna oblačila, ... Izmučene ženske roke in zapestja so bila izpostavljena tudi jedki snovi. In vse to je bil povod za iznajdbo prvega pralnega stroja.
Prvi pralni stroji
Prvi pralni stroj je bil zasnovan na principu ročnega pranja. Posnemali so gibanje človeške roke na deski za pranje perila in s pomočjo vzvoda za premikanje drgnili oblačila med dvema rebrastima površinama. Ta vrsta pranja je bila prvič patentirana v Združenih državah Amerike leta 1846 in obstala vse do leta 1927.
Prvi električni pralni stroj, pri katerem so motorno izvedli rotacijo kadi, je bil v Ameriki okoli leta 1900. Ker motor ni bil zaščiten in je pod stroj kapljala voda, je to povzročalo kratke stike in sunkovite šoke. Do leta 1911 je bilo mogoče kupiti domači pralni stroj iz pločevine.
Izzivi proizvodnje
S tehnološkega vidika so se proizvajalci soočali s številnimi izzivi. Med njimi so bili odkriti načini prenosa moči iz motorja na mehanizem, iskanje primernega motorja z zadostnim prvotnim navorom in da bo zagotavljal, da izvajalec ne bi dobil električnega udara med delovanjem. 
V prenašanju moči so bili nekateri pralni stroji na verižni pogon, nekateri so bili na jermen, drugi so pa uporabljali zobnike.
Za preprečitev nevarnosti električnih šokov so motor zaprli v ohišje opremljen z ventilatorjem, da se ne pregreva.
Izboljšave
Glede na to, da so pralni stroji uničevali oblačila, je bilo potrebno razviti upravljanje z različnimi hitrostmi za različen tekstil. Da bi rešili težavo so razvili pralni stroj, ki brizga vodo skozi obleko s tresenjem.
Zgodnji pralni stroj je bil težak, umazan, mehanizem iz litega železa, nameščen na notranji strani pokrova. Uvedba kovinske kadi in reduktorja je omogočilo velik napredek. Do leta 1920 lesenih kadi niso več proizvajali.
Leta 1990 je britanski izumitelj James Dyson prišel na idejo, da če se pralni stroj z dvem cilindroma vrti v nasprotno smer, bi moral zmanjšati izpiralni čas in postaviti bi morala boljše rezultate. Vendar ta naprava ni bila v proizvodni.
Inovacije se še naprej pojavljajo in leta 1994 so v Staber Industries sprostili 200 sistemskih pralnih strojev s horizontalnem osnim zgornjim polnjenjem, ki se je proizvajal v ZDA. Velika stvar o tej napravi je, da so šestero kotna kad vrti s porabo le 1/3 kot običajno.
Leta 2006 je Sanyo predstavil prvi boben pralnega stroja tipa z „Wash Air“ funkcijo, ki uporabi le 50 litrov vode. Leta 2008 je Univerza v Leedsu ustvarila pralni stroj, ki porabi samo 1 skodelico (280 ml) vode za izvedbo popolnega pranja. Ta stroj pušča oblačila praktično suha in porabi manj kot 2 odstotka vode in energije, kot jo sicer običajni stroj.